# Верхняя Чупахина
Верхняя Чупахина — деревня в Хомутовском районе Курской области. Входит в состав Ольховского сельсовета.

## География
Деревня находится на реке Сухая Амонька (правый приток Сейма), в 24,5 км от российско-украинской границы, в 97 км к западу от Курска, в 26 км к юго-востоку от районного центра — посёлка городского типа Хомутовка, в 16 км от центра сельсовета — села Ольховка.
Климат
Верхняя Чупахина, как и весь район, расположена в поясе умеренно континентального климата с тёплым летом и относительно тёплой зимой (Dfb в классификации Кёппена).
Часовой пояс
Деревня Верхняя Чупахина, как и вся Курская область, находится в часовой зоне МСК (московское время). Смещение применяемого времени относительно UTC составляет +3:00.

## Население
| 2002 | 2010 |
| ---- | ---- |
| 24   | ↘5   |

## Инфраструктура
Личное подсобное хозяйство. В деревне 9 домов.

## Транспорт
Верхняя Чупахина находится в 29 км от автодороги федерального значения М3 «Украина» (Москва — Калуга — Брянск — граница с Украиной), в 27 км от автодороги А142 (Тросна — М-3 «Украина»), в 9,5 км от автодороги регионального значения 38К-040 (Хомутовка — Рыльск — Глушково — Тёткино — граница с Украиной), в 3,5 км от автодороги межмуниципального значения 38Н-704 (38К-040 — Нижнее Чупахино), в 32 км от ближайшего ж/д остановочного пункта Марица (линия Навля — Льгов I).
В 176 км от аэропорта имени В. Г. Шухова (недалеко от Белгорода).